# 1950.
◄ | 19. stoljeće | 20. stoljeće | 21. stoljeće | ►
◄ | 1920-ih | 1930-ih | 1940-ih | 1950-ih | 1960-ih | 1970-ih | 1980-ih | ►
◄◄ | ◄ | 1947. | 1948. | 1949. | 1950. | 1951. | 1952. | 1953. | ► | ►►
Arhitektura • Astronautika • Astronomija • Biologija • Film • Fotografija • Glazba • Kazalište • Kemija • Kiparstvo • Knjige • Književnost • Kršćanstvo • Meteorologija • Medicina • Planinarstvo • Politika • Pravo • Promet • Slikarstvo • Strip • Šport • Televizija • Znanost • Zrakoplovstvo • Željeznički promet

## Događaji
- 14. siječnja – Prvi let MiGa-17.
- 6. svibnja – Izbila Kordunaška buna, pobuna seljaka u tadašnjim kotarima Cazin, Velika Kladuša i Slunj protiv nasilne kolektivizacije, prisilna otkupa i visokih nameta.
- 5. srpnja – U Karlovcu zabilježena najviša temperatura u srpnju na tlu Hrvatske otkad je mjerenja. Tada je u Karlovcu izmjereno 42.4°C.[1] Taj rekord do danas nije oboren.
- 28. listopada – Osnovana splitska navijačka skupina Torcida.

## Rođenja

### Siječanj – ožujak
- 23. siječnja – Richard Dean Anderson, američki glumac
- 29. siječnja – Danka Jurčević, hrvatska redovnica, mučenica († 1996.)
- 30. siječnja – Inoslav Bešker, hrvatski novinar i sveučilišni profesor († 2023.)
- 31. siječnja – Duško Valentić, hrvatski glumac († 2024.)
- 3. veljače – Milo Hrnić, hrvatski pjevač († 2023.)
- 10. veljače – Mark Spitz, američki plivač
- 14. veljače – Josipa Lisac, hrvatska pjevačica
- 18. veljače – Cybill Shepherd, američka glumica
- 21. veljače – Richard Tarnas, američki filozof i kulturni povjesničar
- 22. veljače – Marija Sekelez, hrvatska glumica
- 25. veljače – Néstor Kirchner, bivši argentinski predsjednik († 2010.)
- 4. ožujka – Safet Plakalo, bosanski pisac († 2015.)
- 12. ožujka – Javier Clemente, španjolski nogometni trener
- 22. ožujka – Goran Bregović, bosanskohercegovački glazbenik i skladatelj
- 30. ožujka – Robbie Coltrane, škotski glumac, komičar i pisac († 2022.)

### Travanj – lipanj
- 8. travnja – Grzegorz Lato, poljski nogometaš
- 14. travnja – Péter Esterházy, mađarski književnik († 2016.)
- 23. travnja – Đurđica Barlović, hrvatska pjevačica († 1992.)
- 17. svibnja – Janez Drnovšek, slovenski političar i državnik († 2008.)
- 13. lipnja – Slavko Cvitković, hrvatski novinar
- 30. lipnja – Biserka Ipša, hrvatska glumica

### Srpanj – rujan
- 2. srpnja – Goran Ugrin, hrvatski televizijski i radijski producent
- 4. srpnja – Miljenko Brlečić, hrvatski glumac
- 12. srpnja – Eric Carr, američki glazbenik († 1994.)
- 24. srpnja – Jadranka Stojaković, jugoslavenska kantautorica († 2016.)
- 3. kolovoza – Waldemar Cierpinski, dvostruki Olimpijski pobjednik u maratonu
- 2. rujna – Zvonimir Serdarušić, hrvatski rukometni trener i bivši rukometaš
- 21. rujna – Bill Murray, američki glumac i komičar
- 22. rujna – Lino Červar, hrvatski rukometni trener
- 30. rujna – Laura Esquivel, meksička književnica

### Listopad – prosinac
- 5. listopada – Božo Bakota, hrvatski nogometaš († 2015.)
- 19. listopada – Franjo Vladić, bosanskohercegovački nogometaš († 2024.)
- 20. listopada – Tom Petty, američki kantautor i gitarist († 2017.)
- 26. listopada – Drago Vabec, hrvatski nogometaš
- 29. listopada – Rino Gaetano, talijanski kantautor († 1981.)
- 31. listopada – John Candy, kanadski komičar i glumac († 1994.)
- 31. listopada – Zaha Hadid, britanska arhitektica i dizajnerica iračkog podrijetla († 2016.)
- 3. studenoga – Marija Petkova, bugarska atletičarka
- 14. studenoga – Vladimir Smiljanić-Babura, hrvatski rukometaš († 1972.)
- 22. studenoga – Steven Van Zandt, američki glazbenik i glumac
- 24. studenoga – Nikica Valentić, hrvatski političar i pravnik († 2023.)
- 28. studenoga – Ed Harris, američki glumac
- 4. prosinca – Anto Nobilo, hrvatski pravnik
- 14. prosinca – Vicki Michelle, britanska glumica
- 30. prosinca – Bjarne Stroustrup, kompjuterski stručnjak i tvorac programskog jezika C+

### Nepoznat datum rođenja
- Aytaç Öztuna, turska glumica

## Smrti

### Siječanj – ožujak
- 21. siječnja – George Orwell, britanski književnik i novinar (* 1903.)
- 25. veljače – George Richards Minot, američki liječnik, nobelovac (* 1885.)

### Travanj – lipanj
- 19. svibnja – Pina Suriano, talijanska blaženica (* 1915.)

### Listopad – prosinac
- 2. studenoga – George Bernard Shaw, englesko-irski pisac (* 1856.)
- 26. studenoga – Trofima Miloslavić, hrvatska katolička redovnica (* 1888.)
- 30. studenoga – Marija Tomšić-Im, hrvatska književnica (* 1870.)
- 15. prosinca – Vallabhbhai Patel, indijski političar (* 1875.)
- 28. prosinca – Ante Pavelić, hrvatski političar, pisac i vođa fašističkog pokreta (* 1889.)
- 31. prosinca – Karl Renner, austrijski kancelar (* 1870.)

### Nepoznat datum smrti
- Petar Mišković, hrvatski izumitelj i znanstvenik (* 1885.)

## Nobelova nagrada za 1950. godinu
- Fizika: Cecil Powell
- Kemija: Otto Paul Hermann Diels i Kurt Alder
- Fiziologija i medicina: Edward Calvin Kendall, Tadeus Reichstein i Philip Showalter Hench
- Književnost: Bertrand Russell
- Mir: Ralph Bunche

## Vanjske poveznice
|  | Zajednički poslužitelj ima još gradiva o temi 1950. |

1. ↑  Ovaj neobično dug toplinski val trajat će još danima. "Kreće destabilizacija"